# Premi Tony a la millor obra
El Premi Tony a la Millor Obra (formalment, el Premi Antoinette Perry per l'Excel·lència en el Teatre) és un premi anual per les fites en el teatre estatunidenc, incloent-hi el teatre musical, que es representa als teatres de Broadway. Té lloc a mitjans de juny.
No va haver guardó el primer any. All My Sons ha estat senyalada erròniament com la Millor Obra de 1947, encara que guanyà el premi al Millor Autor per a Arthur Miller. L'any següent Mister Roberts rebé el primer Premi Tony a la Millor Obra. Autors i productors reben el trofeu.
El dramaturg britànic Tom Stoppard l'ha guanyat en quatre ocasions, més que ningú altre.

## Premis i nominacions

### 1940
| - 1948: Mister Roberts de Thomas Heggen i Joshua Logan - No hi va haver nominats | - 1949: Death of a Salesman d'Arthur Miller - No hi va haver nominats |

### 1950
| - 1950: The Cocktail Party de T.S. Eliot - No hi va haver nominats - 1951: The Rose Tattoo de Tennessee Williams - No hi va haver nominats - 1952: The Fourposter de Jan de Hartog - No hi va haver nominats - 1953: The Crucible d'Arthur Miller - No hi va haver nominats - 1954: The Teahouse of the August Moon de John Patrick - No hi va haver nominats - 1955: The Desperate Hours de Joseph Hayes - No hi va haver nominats - 1956: The Diary of Anne Frank de Frances Goodrich i Albert Hackett - Bus Stop de William Inge - Cat on a Hot Tin Roof de Tennessee Williams - Tiger at the Gates de Jean Giraudoux - The Chalk Garden d'Enid Bagnold | - 1957: Long Day's Journey Into Night d'Eugene O'Neill - Separate Tables de Terence Rattigan - The Potting Shed de Graham Greene - The Waltz of the Toreadors de Jean Anouilh - 1958: Sunrise at Campobello de Dore Schary - The Rope Dancers de Morton Wishengrad - Two for the Seesaw de William Gibson - Time Remembered de Jean Anouilh - The Dark at the Top of the Stairs de William Inge - Look Back in Anger de John Osborne - Look Homeward, Angel de Ketti Frings - Romanoff and Juliet de Peter Ustinov - 1959: J.B. d'Archibald MacLeish - A Touch of the Poet d'Eugene O'Neill - Epitaph for George Dillon de John Osborne - The Disenchanted de Harvey Breit i Budd Schulberg - The Visit de Friedrich Dürrenmatt |

### 1960
| - 1960: The Miracle Worker de William Gibson - A Raisin in the Sun de Lorraine Hansberry - The Best Man de Gore Vidal - The Tenth Man de Paddy Chayefsky - Toys in the Attic de Lillian Hellman - 1961: Becket de Jean Anouilh - All the Way Home de Tad Mosel - The Devil's Advocate de Dore Schary - The Hostage de Brendan Behan - 1962: A Man for All Seasons de Robert Bolt - Gideon de Paddy Chayefsky - The Caretaker de Harold Pinter - The Night of the Iguana de Tennessee Williams - 1963: Who's Afraid of Virginia Woolf? d'Edward Albee - A Thousand Clowns de Herb Gardner - Mother Courage and Her Children de Bertolt Brecht - Tchin-Tchin de Sidney Michaels - 1964: Luther de John Osborne - The Ballad of the Sad Cafe d'Edward Albee - Barefoot in the Park de Neil Simon - Dylan de Sidney Michaels | - 1965: The Subject Was Roses de Frank D. Gilroy - Luv de Murray Schisgal - The Odd Couple de Neil Simon - Tiny Alice d'Edward Albee - 1966: Marat/Sade de Peter Weiss - Inadmissible Evidence de John Osborne - Philadelphia, Here I Come! de Brian Friel - The Right Honourable Gentleman de Michael Dyne - 1967: The Homecoming de Harold Pinter - A Delicate Balance d'Edward Albee - Black Comedy de Peter Shaffer - The Killing of Sister George de Frank Marcus - 1968: Rosencrantz and Guildenstern Are Dead de Tom Stoppard - A Day in the Death of Joe Egg de Peter Nichols - Plaza Suite de Neil Simon - The Price d'Arthur Miller - 1969: The Great White Hope de Howard Sackler - Hadrian VII de Peter Luke - Lovers de Brian Friel - The Man in the Glass Booth de Robert Shaw |

### 1970
| - 1970: Borstal Boy de Frank McMahon - Child's Play de Robert Marasco - Indians d'Arthur Kopit - The Last of the Red Hot Lovers de Neil Simon - 1971: Sleuth d'Anthony Shaffer - Home de David Storey - The Philanthropist de Christopher Hampton - Paul Sill's Story Theatre de Paul Sills - 1972: Sticks and Bones de David Rabe - Old Times de Harold Pinter - The Prisoner of Second Avenue de Neil Simon - Vivat! Vivat Regina! de Robert Bolt - 1973: That Championship Season de Jason Miller - Butley de Simon Gray - The Changing Room de David Storey - The Sunshine Boys de Neil Simon - 1974: The River Niger de Joseph A. Walker - In the Boom Boom Room de David Rabe - The Au Pair Man de Hugh Leonard - Ulysses in Nighttown de Marjorie Barkentin | - 1975: Equus de Peter Shaffer - Same Time, Next Year de Bernard Slade - Seascape d'Edward Albee - Short Eyes de Miguel Pinero - Sizwe Banzi Is Dead / The Island d'Athol Fugard, John Kani, and Winston Ntshona - The National Health de Peter Nichols - 1976: Travesties de Tom Stoppard - The First Breeze of Summer de Leslie Lee - Knock Knock de Jules Feiffer - Lamppost Reunion de Louis La Russo - 1977: The Shadow Box de Michael Cristofer - For Colored Girls Who Have Considered Suicide When the Rainbow Is Enuf de Ntozake Shange - Otherwise Engaged de Simon Gray - Streamers de David Rabe - 1978: Da de Hugh Leonard - Chapter Two de Neil Simon - Deathtrap d'Ira Levin - The Gin Game de D. L. Coburn - 1979: The Elephant Man de Bernard Pomerance - Bedroom Farce d'Alan Ayckbourn - Whose Life Is It Anyway? de Brian Clark - Wings d'Arthur Kopit |

### 1980
| - 1980: Children of a Lesser God de Mark Medoff - Bent de Martin Sherman - Home de Samm-Art Williams - Talley's Folly de Lanford Wilson - 1981: Amadeus de Peter Shaffer - A Lesson from Aloes d'Athol Fugard - A Life de Hugh Leonard - Fifth of July de Lanford Wilson - 1982: The Life and Adventures of Nicholas Nickleby de David Edgar - Crimes of the Heart de Beth Henley - The Dresser de Ronald Harwood - Master Harold...and the Boys d'Athol Fugard - 1983: Torch Song Trilogy de Harvey Fierstein - Angels Fall de Lanford Wilson - 'night, Mother de Marsha Norman - Plenty de David Hare - 1984: The Real Thing de Tom Stoppard - Glengarry Glen Ross de David Mamet - Noises Off de Michael Frayn - Play Memory de Joanna Glass | - 1985: Biloxi Blues de Neil Simon - As Is de William M. Hoffman - Hurlyburly de David Rabe - Ma Rainey's Black Bottom d'August Wilson - 1986: I'm Not Rappaport de Herb Gardner - Benefactors de Michael Frayn - Blood Knot d'Athol Fugard - The House of Blue Leaves de John Guare - 1987: Fences d'August Wilson - Broadway Bound de Neil Simon - Coastal Disturbances de Tina Howe - Les Liaisons Dangereuses de Christopher Hampton - 1988: M. Butterfly de David Henry Hwang - A Walk in the Woods de Lee Blessing - Joe Turner's Come and Gone d'August Wilson - Speed-the-Plow de David Mamet - 1989: The Heidi Chronicles de Wendy Wasserstein - Largely New York de Bill Irwin - Lend Me a Tenor de Ken Ludwig - Shirley Valentine de Willy Russell |

### 1990
| - 1990: The Grapes of Wrath de Frank Galati - Lettice and Lovage de Peter Shaffer - Prelude to a Kiss de Craig Lucas - The Piano Lesson d'August Wilson - 1991: Lost in Yonkers de Neil Simon - Our Country's Good de Timberlake Wertenbaker - Shadowlands de William Nicholson - Six Degrees of Separation de John Guare - 1992: Dancing at Lughnasa de Brian Friel - Four Baboons Adoring the Sun de John Guare - Two Shakespearean Actors de Richard Nelson - Two Trains Running d'August Wilson - 1993: Angels in America: Millennium Approaches de Tony Kushner - The Sisters Rosensweig de Wendy Wasserstein - Someone Who'll Watch Over Me de Frank McGuinness - The Song of Jacob Zulu de Tug Yourgrau - 1994: Angels in America: Perestroika de Tony Kushner - Broken Glass d'Arthur Miller - The Kentucky Cycle de Robert Schenkkan - Twilight: Los Angeles, 1992 d'Anna Deavere Smith | - 1995: Love! Valour! Compassion! de Terrence McNally - Arcadia de Tom Stoppard - Having Our Say d'Emily Mann - Indiscretions de Jean Cocteau - 1996: Master Class de Terrence McNally - Buried Child de Sam Shepard - Racing Demon de David Hare - Seven Guitars d'August Wilson - 1997: The Last Night of Ballyhoo d'Alfred Uhry - Skylight de David Hare - Stanley de Pam Gems - The Young Man From Atlanta de Horton Foote - 1998: 'Art' de Yasmina Reza - Freak de John Leguizamo - Golden Child de David Henry Hwang - The Beauty Queen of Leenane de Martin McDonagh - 1999: Side Man de Warren Leight - Closer de Patrick Marber - The Lonesome West de Martin McDonagh - Not About Nightingales de Tennessee Williams |

### 2000
| - 2000: Copenhagen de Michael Frayn - Dirty Blonde de Claudia Shear - The Ride Down Mt. Morgan d'Arthur Miller - True West de Sam Shepard - 2001: Proof de David Auburn - The Invention of Love de Tom Stoppard - King Hedley II d'August Wilson - The Tale of the Allergist's Wife de Charles Busch - 2002: The Goat, or Who Is Sylvia? d'Edward Albee - Fortune's Fool de Mike Poulton - Metamorphoses de Mary Zimmerman - Topdog/Underdog de Suzan-Lori Parks - 2003: Take Me Out de Richard Greenberg - Enchanted April de Matthew Barber - Say Goodnight, Gracie de Rupert Holmes - Vincent in Brixton de Nicholas Wright - 2004: I Am My Own Wife de Doug Wright - Anna in the Tropics de Nilo Cruz - Frozen de Bryony Lavery - The Retreat from Moscow de William Nicholson | - 2005: Doubt de John Patrick Shanley - Democracy de Michael Frayn - Gem of the Ocean d'August Wilson - The Pillowman de Martin McDonagh - 2006: The History Boys d'Alan Bennett - The Lieutenant of Inishmore de Martin McDonagh - Rabbit Hole de David Lindsay-Abaire - Shining City de Conor McPherson - 2007: The Coast of Utopia de Tom Stoppard - Frost/Nixon de Peter Morgan - The Little Dog Laughed de Douglas Carter Beane - Radio Golf d'August Wilson - 2008: Agost de Tracy Letts - Rock 'n' Roll de Tom Stoppard - The Seafarer de Conor McPherson - The 39 Steps de Patrick Barlow - 2009: God of Carnage de Yasmina Reza - 33 Variations de Moisés Kaufman - Dividing the Estate de Horton Foote - reasons to be pretty de Neil LaBute |

### 2010
| - 2010: Red de John Logan - In the Next Room (or The Vibrator Play) de Sarah Ruhl - Next Fall de Geoffrey Nauffts - Time Stands Still de Donald Margulies - 2011: War Horse de Nick Stafford - Good People de David Lindsay-Abaire - Jerusalem de Jez Butterworth - The Motherfucker with the Hat de Stephen Adly Guirgis - 2012: Clybourne Park de Bruce Norris - Other Desert Cities de Jon Robin Baitz - Peter and the Starcatcher de Rick Elice - Venus in Fur de David Ives - 2013: Vanya and Sonia and Masha and Spike de Christopher Durang - The Assembled Parties de Richard Greenberg - Lucky Guy de Nora Ephron - The Testament of Mary de Colm Toibin - 2014: All the Way de Robert Schenkkan - Act One de James Lapine - Casa Valentina de Harvey Fierstein - Mothers and Sons de Terrence McNally - Outside Mullingar de John Patrick Shanley | - 2015: The Curious Incident of the Dog in the Night-Time de Simon Stephens - Disgraced de Ayad Akhtar - Hand to God de Robert Askins - Wolf Hall, Parts One & Two de Hilary Mantel & Mike Poulton - 2016: The Humans de Stephen Karam - Eclipsed de Danai Gurira - King Charles III de Mike Bartlett - The Father de Florian Zeller - 2017: Oslo de J. T. Rogers - A Doll's House, Part 2 de Lucas Hnath - Indecent de Paula Vogel - Sweat de Lynn Nottage - 2018: Harry Potter and the Cursed Child de Jack Thorne - The Children de Lucy Kirkwood - Farinelli and the King de Claire van Kampen - Junk de Ayad Akhtar - Latin History for Morons de John Leguizamo - 2019: The Ferryman de Jez Butterworth - Choir Boy de Tarell Alvin McCraney - Gary: A Sequel to Titus Andronicus de Taylor Mac - Ink de James Graham - What the Constitution Means to Me de Heidi Schreck |

### 2020
| - 2020: The Inheritance de Matthew Lopez - Grand Horizons de Bess Wohl - Sea Wall/A Life de Simon Stephens & Nick Payne - Slave Play de Jeremy O. Harris - The Sound Inside de Adam Rapp |